# Karl-Vossler-Preis
Der Karl-Vossler-Preis war ein Literaturpreis, der vom Freistaat Bayern zwischen 1984 und 2002 jährlich alternierend mit dem Jean-Paul-Preis als Bayerischer Literaturpreis vergeben wurde. Benannt nach Karl Vossler, war der Preis mit 25.000 DM bzw. 12.500 Euro dotiert und ehrte „wissenschaftliche Darstellungen von literarischem Rang“.

## Preisträger
- 1984: Hubert Markl
- 1986: Josef Isensee
- 1988: Wolf Lepenies
- 1990: Friedrich Cramer
- 1992: Harald Weinrich
- 1994: Hans-Martin Gauger
- 1996: Arnold Esch
- 1998: Peter Gülke
- 2000: Dieter Borchmeyer
- 2002: Otfried Höffe